# Giuseppe Recco

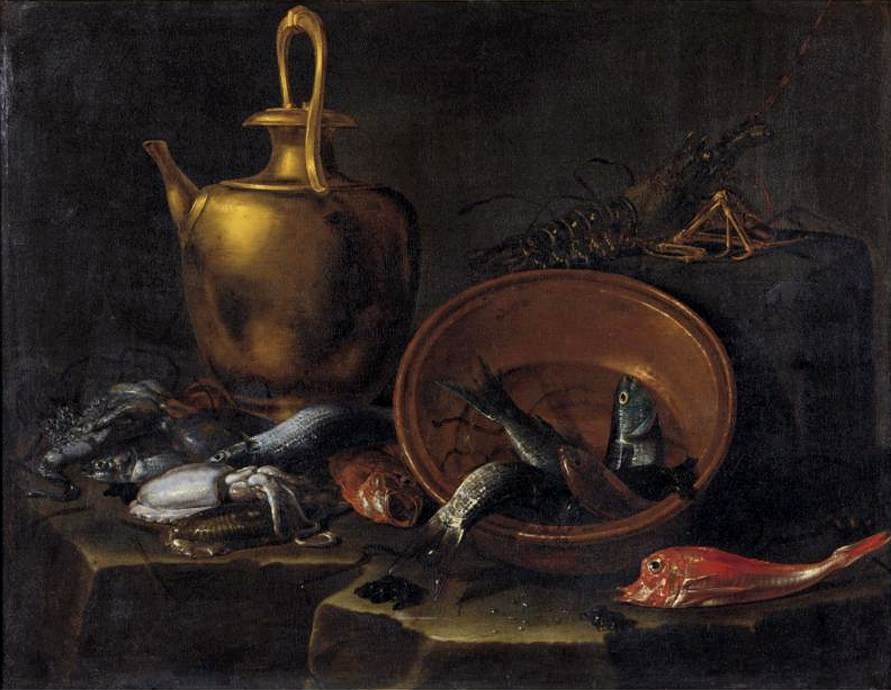
Natura morta amb peixos

Giuseppe Recco (Nàpols 1634- Alacant 1695) va ser un pintor del barroc italià, especialitzat en natura morta.
Va ser fill i nebot de pintors dels quals va aprendre l'art de la pintura. Durant un viatge per Llombardia va estudiar les obres d'Evaristo Baschenis. Al seu retorn a Nàpols les seves obres presenten una influència de les escenes realitzades per Caravaggio i el seu cercle.
La seva obra es caracteritza per les composicions basades en un equilibri horitzontal i vertical que es consideren típiques de l'estil napolità. Des de 1670 les seves pintures van mostrar un estil més decoratiu cap al barroc. Fou contemporàni a Nàpols de Giovanni Battista Ruoppolo.